# Sant Prim i Sant Felicià de Maià de Montcal
Sant Prim i Sant Felicià o simplement Sant Prim és una capella al terme municipal de Maià de Montcal (Garrotxa) protegida com a bé cultural d'interès local. Capella situada al costat de ponent del municipi de Maià de Montcal. És d'una sola nau i absis semicircular. L'accés es realitza per la façana de llevant, gràcies a una porta d'arcs de mig punt, en degradació. Al damunt d'ella un ull de bou il·lumina l'interior de la nau. Aquesta façana està coronada per un petit campanar d'espadanya, amb un sol ull, fet de rajols. A l'interior hi ha un altar fet de guix i estuc i el pou que recorda el trasllat de les relíquies dels sants titulars i un cor.
Segons la llegenda i la tradició pietosa dels habitants, quan les relíquies dels sants Prim i Felicià eren portades al monestir de Sant Pere de Besalú, els portadors abans de seguir amb la caminada s'aturaren a reposar. Fou llavors quan va començar a brollar l'abundosa font que els va donar l'aigua per fer el camí fins a la capital comtal. Des d'aleshores el pou mai ha mancat a l'interior de la capella per tal de recordar aquell prodigi ocorregut. També els Goigs dedicats a Sant Prim i Felicià recorden aquest fet.